# Eurovision Song Contest 1978
Eurovision Song Contest 1978 blev holdt i Byernes By, Paris, for første gang. Tidligere år hvor Frankrig havde haft værtsrollen, blev det afholdt i Cannes. Danmark vendte tilbage efter 11 års fravær. For første gang blev showet vist i Jordan, men da det stod klart at Israel ville vinde blev der afbrudt og de jordanske seere måtte se på en solsikke. Dagen efter blev der endda på jordansk tv offentliggjort at Belgien havde vundet.
Frankrig fik i øvrigt en skandale på halsen, da det kom frem at deres sang havde været udgivet på en plade nogle år tidligere. Havde de vundet, ville den være blevet diskvalificeret. Til gengæld fik de en kraftig påtale fra EBU.

## Deltagere og resultater
| Nr | Land (Sprog)   | Kunstner                   | Sang (Uofficiel oversættelse)       | Plads. | Point |
| -- | -------------- | -------------------------- | ----------------------------------- | ------ | ----- |
| 1  | Irland         | Colm T. Wilkinson          | Born to sing                        | 5      | 86    |
| 2  | Norge          | Jahn Teigen                | Mil etter mil                       | 20     | 0     |
| 3  | Italien        | Ricchi e Poveri            | Questo amore                        | 12     | 53    |
| 4  | Finland        | Seija Simola               | Anna rakkaudelle tilaisuus          | 18     | 2     |
| 5  | Portugal       | Gemini (portugisisk band)  | Dai-li-dou                          | 17     | 5     |
| 6  | Frankrig       | Joël Prévost               | Il y aura toujours des violons      | 3      | 119   |
| 7  | Spanien        | José Vélez                 | Bailemos un vals                    | 9      | 65    |
| 8  | Storbritannien | Co-Co                      | The bad old days                    | 11     | 61    |
| 9  | Schweiz        | Carole Vinci               | Vivre                               | 9      | 65    |
| 10 | Belgien        | Jean Vallée                | L'amour ca fait chanter la vie      | 2      | 125   |
| 11 | Holland        | Harmony                    | It's OK                             | 13     | 37    |
| 12 | Tyrkiet        | Nazar                      | Sevince                             | 18     | 2     |
| 13 | Vesttyskland   | Ireen Sheer                | Feuer                               | 6      | 84    |
| 14 | Monaco         | Caline & Olivier Toussaint | Les jardins de Monaco               | 4      | 107   |
| 15 | Grækenland     | Tania Tsanaklidou          | Charlie Chaplin                     | 8      | 66    |
| 16 | Danmark        | Mabel                      | Boom Boom                           | 16     | 13    |
| 17 | Luxembourg     | Baccara                    | Parlez-vous francais?               | 7      | 73    |
| 18 | Israel         | Izhar Cohen & Alphabeta    | A-ba-ni-bi                          | 1      | 157   |
| 19 | Østrig         | Springtime                 | Mrs. Caroline Robinson              | 15     | 14    |
| 20 | Sverige        | Björn Skifs                | Det blir alltid värre framåt natten | 14     | 26    |